# Themidaceae
Themidaceae je čeleď jednoděložných rostlin z řádu chřestotvaré (Asparagales). Starší taxonomické systémy řadily zástupce této čeledi do čeledi liliovité s.l. (Liliaceae) nebo česnekovité (Alliaceae). Podle systému APG III už není čeleď uznávána a zástupci jsou řazeni do čeledi chřestovité v širším pojetí (Asparagaceae s.l.).

## Popis
Jedná se vytrvalé pozemní byliny s podzemními hlízami. Listy jsou jednoduché, střídavé nebo často v přízemních růžicích, na bázi s listovými pochvami. Čepele jsou většinou čárkovité až nitkovité, celokrajné, žilnatina je souběžná. Květy jsou v květenstvích, často ve vrcholovém (nepravém) okolíku, na bázi podepřeném listeny. Květy jsou oboupohlavné, okvětí se skládá ze 6 okvětních lístků různých barev. Tyčinek je 6 (3+3) nebo 3. Gyneceum je srostlé ze 3 plodolistů, semeník je svrchní, čnělka je 1. Plodem je tobolka.

## Rozšíření ve světě
Je známo asi 12 rodů a asi 62 druhů, které jsou přirozeně rozšířeny pouze na západě Severní Ameriky, od Britské Kolumbie na severu, po Guatemalu na jihu.

## Seznam rodů
podle 
Androstephium, Bessera, Bloomeria, Brodiaea, Dandya, Dichelostemma, Milla, Petronymphe, Triteleia, Triteleiopsis